# Stará radnice (Litoměřice)
Stará radnice v Litoměřicích je budova původní gotické radnice, která se nachází v jihovýchodním rohu Mírového náměstí v Litoměřicích na nároží s Dlouhou ulicí naproti kostelu Všech svatých. Budova až do roku 1839 sloužila jako městská radnice, dnes v ní sídlí Oblastní muzeum. Je chráněna jako národní kulturní památka.

## Historie

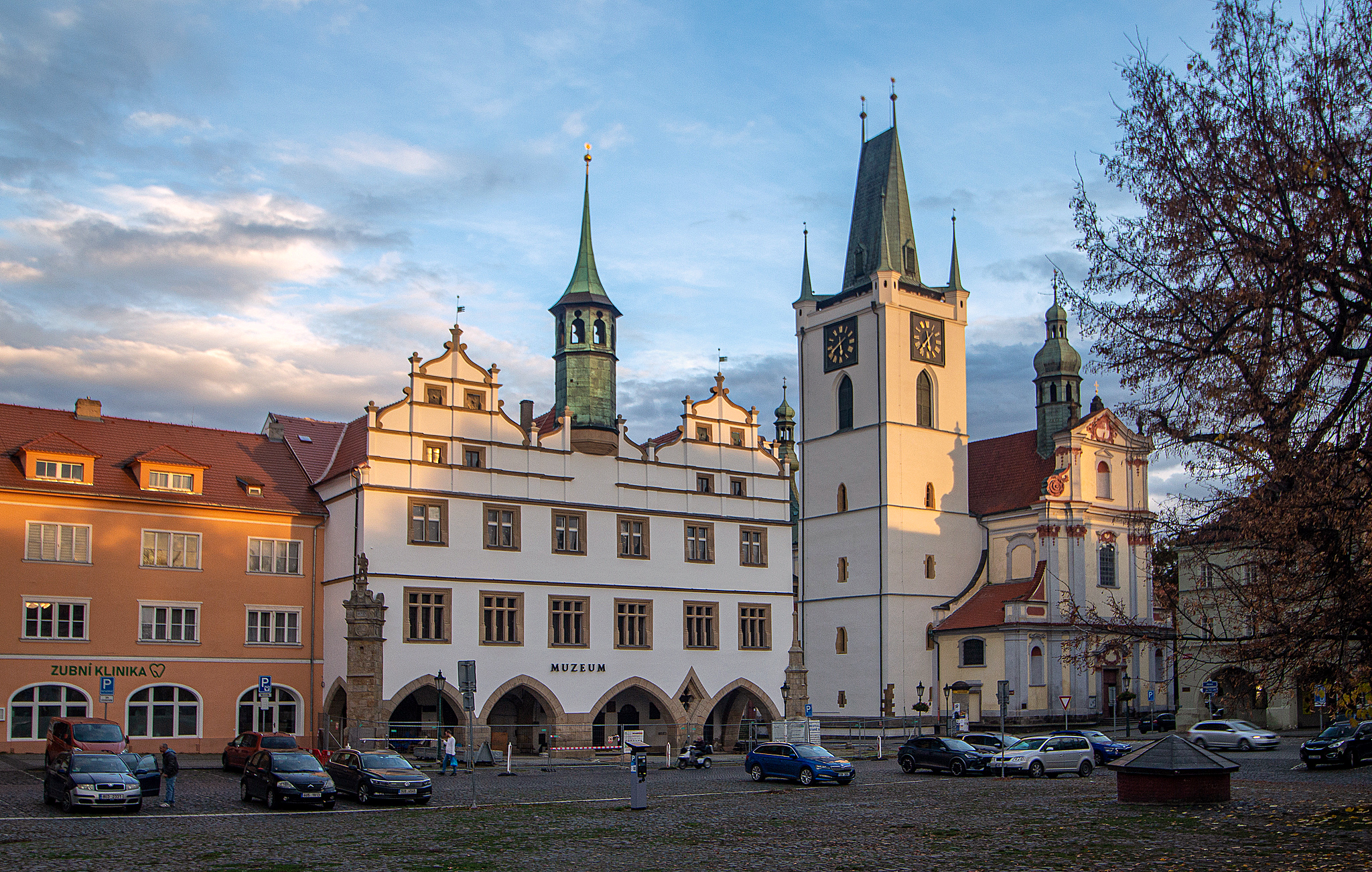
Budova radnice a kostel Všech svatých

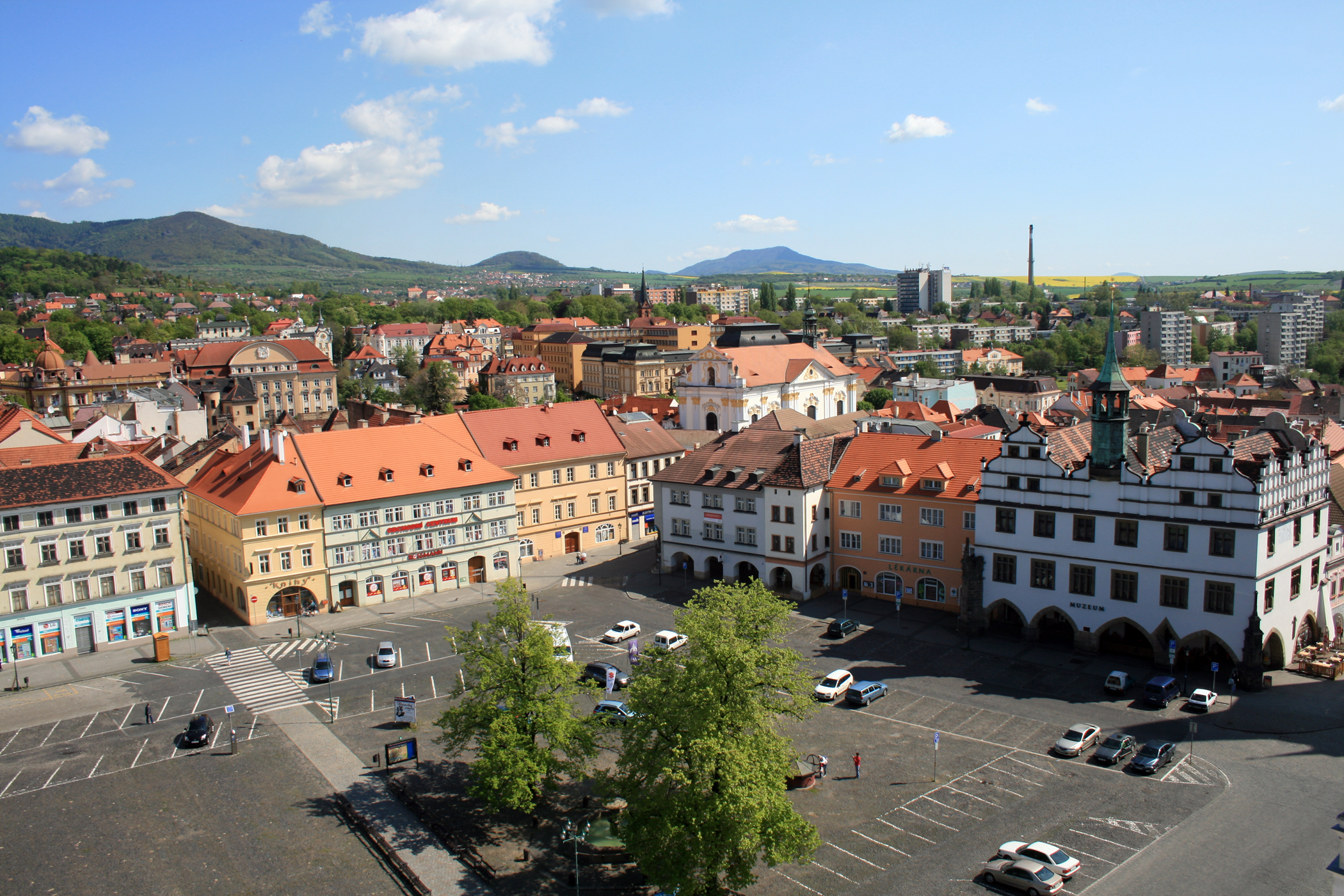
Mírové náměstí v Litoměřicích v roce 2008, pohled z Kalicha k severovýchodu, v popředí vpravo dole Stará radnice, na obzoru v pozadí hora Sedlo

Gotické základy budovy jsou středověké, první známá písemná zmínka o ní pochází z roku 1397, zbytky původního zdiva zůstaly zachovány v obloucích zdejšího podloubí na náměstí.
Budova byla velmi vážně poškozena během velkého požáru města v roce 1537. Do renesančního slohu byla přestavěna v letech 1537-1539 nejprve mistrem Pavlem, po jeho smrti pak mistrem Jiřím, v roce 1662 byla u tohoto objektu snížena jeho střecha.
Na nároží budovy (Mírového náměstí a Dlouhé ulice) byla instalována kopie renesanční plastiky z roku 1539. Jde o podobiznu tzv. Rolanda, ten má zde podobu divého muže s kyjem v ruce, což zde, mimo jiné, také připomíná i zdejší kdysi vzkvétající obchod a trh (například městské Mílové právo). Dokládá to i železná maketa staré délkové míry, která je zabudována do pilíře pod touto sochou, jedná se železný tzv. český loket.
V podloubí se nacházejí dva středověké erby, které sem byly přeneseny ze zaniklé Dlouhé brány (která stávala na východním konci dnešní Dlouhé ulice). Oba erby pocházejí přibližně z přelomu 14. a 15. století, jde o městský a říšský znak. Na jižní straně směrem do Dlouhé ulice jsou zbytky zdejšího pranýře. V budově staré radnice působil český spisovatel a myslitel mistr Pavel Stránský, který byl litoměřickým konšelem, od roku 1947 zde má umístěnu svoji pamětní desku. V roce 1916 došlo k samovolnému zřícení střední části budovy, opravy této katastrofy, ke které došlo patrně z důvodu působení spodních vod, probíhaly až do roku 1926.

## Interiér
V interiéru budovy se dochovalo zajímavé vnitřní schodiště, z roku 1542 je zachována i dřevem vykládaná zasedací síň litoměřické městské rady. Ta je vyzdobena vyřezávanými reliéfy českých panovníků i významných litoměřických měšťanů. V roce 1547 zde krátce pobýval král Ferdinand I.